# محوطه دولت‌آباد ۱
محوطه دولت‌آباد ۱ در شهرستان خاش، بخش مرکزی، دهستان سنگان، ۱۵ کیلومتری شمال روستای سنگان، روستای عشایری دولت‌آباد واقع شده و این اثر در تاریخ ۲ مرداد ۱۳۸۷ با شمارهٔ ثبت ۲۳۰۷۶ به‌عنوان یکی از آثار ملی ایران به ثبت رسیده است.